# معركة كوس
حدثت معركة كوس في ق. 261 قبل الميلاد أو حتى وقت متأخر 255 قبل الميلاد، بين أسطول أنتيجونيد والأسطول البطلمي. قاد أنتيغونوس الثاني غوناتاس قواته إلى النصر، ربما على باتروكلوس، أميرال بطليموس الثاني. كان من المفترض على نطاق واسع أن المعركة ألحقت ضررًا بالغًا بالسيطرة البطلمية على بحر إيجة، ولكن تم الطعن في ذلك. بعد المعركة، كرّس أنتيغونوس قيادته لأبولو.
تاريخ المعركة غير مؤكد، مع أنها يجب أن تقع في الفترة 262 إلى 256 قبل الميلاد. يرجع هاموند تاريخها إلى أواخر عام 255 قبل الميلاد، ولكن يتم وضعها بشكل متزايد في عام 261 قبل الميلاد.
تم اقتراح معركة كوس من قبل العلماء الحديثين كواحدة من ثلاث معارك بحرية ممكنة - إلى جانب معركة أمورجوس (322 قبل الميلاد) ومعركة سلاميس (306 قبل الميلاد) - التي وفرت الفرصة لإقامة تمثال النصر المجنح.